# Bill Monroe
Pour les articles homonymes, voir Monroe et William Monroe.
 (octobre 2023).
Si vous disposez d'ouvrages ou d'articles de référence ou si vous connaissez des sites web de qualité traitant du thème abordé ici, merci de compléter l'article en donnant les références utiles à sa vérifiabilité et en les liant à la section « Notes et références ».
Bill Monroe, né William Smith Monroe le 13 septembre 1911 à Jerusalem Ridge, près de Rosine dans le Kentucky, et mort le 9 septembre 1996 à Springfield dans le Tennessee, est un musicien et compositeur américain qui est à l'origine du développement du style de musique bluegrass.
La carrière de Bill Monroe, à la fois auteur-compositeur-interprète et son propre principal agent artistique, dure plus de soixante années pendant lesquelles il travaille avec de nombreux musiciens et les encourage à créer leurs orchestres et à développer leurs propres intuitions musicales.
Virtuose de la mandoline qu'il utilise pour suggérer les mélodies grâce à une technique qu'il a lui-même développée, sa manière d'utiliser cet instrument a une influence considérable dans la définition et le développement du bluegrass. Ses fans lui décernent, dès les années 1960, le titre de « père du bluegrass »  (Father of Bluegrass).

## Carrière

### Enfance
Bill Monroe est le fils de James Buchanan Monroe, dit Buck Monroe, né le 28 octobre 1858 dans le comté d'Ohio, dans l'état du Kentucky, et de Malissa A. Vandiver, née le 12 juillet 1871 dans le même comté. Buck est un ouvrier agricole et Malissa, d'origine hollandaise, est issue des classes pauvres. Elle et son frère Pendleton « Pen » Vandiver sont de bons musiciens et initient le jeune William à la musique traditionnelle américaine. Plus tard, Bill Monroe consacre une chanson à son oncle: Uncle Pen.
Bill perd tôt ses parents : il a 10 ans à la mort de sa mère, et 17 à celle de son père. Il quitte l'école un an après avoir perdu sa mère.

### The Monroe Brothers
Pendant l'été 1929, Bill Monroe rejoint ses frères Birch et Charlie  qui travaillent à la raffinerie Sinclair à Whiting dans l'Indiana. Les états qui disposent de pétrole à extraire, comme l'Indiana et le Texas, souffrent relativement moins que d'autres de la Grande dépression. Néanmoins, pendant une certaine période, Bill est le seul des trois qui conserve son poste de travail
Ils forment alors un trio composé de Bill à la mandoline, de Birch au violon et de Charlie à la guitare. Le choix de la mandoline se fait par défaut pour Bill, ses frères aînés ayant déjà sélectionné leurs instruments de prédilection. Il décide toutefois d'en exploiter toutes les possibilités, cherchant notamment à imiter ce que son oncle Pendleton parvenait à jouer au violon.
Les trois frères ne font pas leurs débuts artistiques comme musiciens mais comme danseurs, dans la troupe itinérante du WLS Barn Dance, produite par une émission de radio. Ils font partie d'un groupe de huit danseurs qui se produit presque chaque soir dans les bals et les square dance de la région, y compris dans des états voisins de l'Indiana. Ils trouvent suffisamment de travail dans ce domaine pour pouvoir arrêter leur emploi à la raffinerie ; puis, leurs contrats de danseurs arrivant à leur terme, ils s'orientent vers la musique, tout d'abord en jouant pour la radio WJKS à Gary dans l'Indiana puis de façon plus durable pour la radio KFNF à Shenandoah. Birch arrête rapidement sa participation, laissant Charlie et Bill former le duo qui se fait connaître sous le nom des Monroe Brothers. Leur succès leur permet de se produire en concert sur des scènes progressivement plus importantes et plus lointaines, et ils réalisent leur premier enregistrement en 1936 pour la société RCA Victor. Une soixantaine d'enregistrements suivent, dont leur premier succès : What Would You Give In Exchange For Your Soul?
Les deux frères se séparent en 1938, Charlie montant de son côté le groupe Charlie Monroe and the Kentucky Pardners, tandis que Bill se base en Arkansas et crée le groupe The Kentuckians, qui devient rapidement The Blue Grass Boys, installé cette fois à Atlanta.

### The Blue Grass Boys
Le nom des Blue Grass Boys s'inspire du surnom de l'État du Kentucky (« Bluegrass State »), connu pour la fertilité de ses terres.
Monroe introduit avec virtuosité la mandoline dans le paysage de la country music. En 1945, Earl Scruggs rejoint le groupe en tant que joueur de banjo. Cette première version des Blue Grass Boys incluant aussi le guitariste/chanteur Lester Flatt, Chubby Wise (en) au violon et Howard Watts à la basse réalise pour Columbia les premiers enregistrements d'un genre particulier de musique qu'on appelle rapidement « bluegrass », en référence au groupe. Ce groupe éclate en 1948 lorsque Flatt et Scruggs le quittèrent pour former leur propre groupe The Foggy Mountain Boys.
Monroe les remplace rapidement, recrutant Jimmy Martin à la guitare et Rudy Lyle (en) au banjo, ajoutant même deux violonistes à la formation : Merle « Red » Taylor et Charlie Cline (en). Ce groupe enregistre notamment pour Decca les morceaux On and On, Memories of Mother and Dad, Uncle Pen, Bluegrass Ramble ou encore Rawhide.
En 1954, Elvis Presley enregistre le titre Blue moon of Kentucky en face B de son premier morceau chez Sun Records. Au cours de cette période de développement du rock 'n' roll, la country music connaît néanmoins un certain déclin, et Bill Monroe ne peut y échapper. Il ne tourne plus qu'avec un seul instrumentiste, Charlie Cline (les autres s'étant séparés du groupe pour rejoindre le mouvement rockabilly, synthèse de country music et de rock) et des instrumentistes qu'il recrute sporadiquement dans ses villes de tournée. Cependant la vague folk des années 1960 (illustrée par Bob Dylan ou Joan Baez), toute acoustique, redonne au bluegrass une nouvelle jeunesse inattendue. Bill Monroe, dont le caractère rigide s'accommode assez mal de cette reconnaissance du public nordiste (sans doute secrètement détesté) pour sa musique, demeure longtemps en marge de ce phénomène. Mais l'enthousiasme sincère de ces néophytes finit par avoir raison de ses réserves. Refaisant surface sur le devant de la scène, reformant un nouveau Blue Grass Boys avec des musiciens n'étant pas d'origine sudiste tels que Bill Keith et Peter Rowan (en), Bill Monroe, après une performance remarquable au Newport Folk Festival de 1963 au côté de Doc Watson, reprend sa dimension de père du bluegrass auprès de ce public nordiste et international, à mesure que le mouvement folk déborde des frontières américaines et envahit le monde entier. Il ne cesse plus dès lors d'enregistrer jusqu'à sa mort, dominant de sa personnalité intransigeante, voire obstinée, un art qui lui assure une place de père fondateur vénéré et quelque peu redouté par ses très nombreux disciples.
En 1976, Bill Monroe pose pour la première fois pour le peintre Kenneth Hari. Une série de plus de 25 portraits du chanteur suivent, tout au fil de sa carrière.
En tout, plus de 150 musiciens jouent avec Bill Monroe, qui accède au Country Music Hall of Fame en 1970, à l'International Bluegrass Music Hall of Fame en 1991 et au Rock and Roll Hall of Fame en 1994 (en tant qu'influence primordiale).  C'est le seul artiste à figurer dans les trois catégories. Bardé d'honneur à la fin de sa vie, il influence énormément la musique américaine et son titre le plus connu Blue moon of Kentucky est repris par Elvis Presley, Paul McCartney, Johnny Cash ou encore Patsy Cline. Il meurt à Springfield, dans le Tennessee, en septembre 1996.

### Baseball
Bill Monroe est un passionné de baseball. Pendant cinq à six ans, dans les années 1940, il parraine deux équipes de baseball : The Bluegrass All-Stars qui accompagne les tournées de son orchestre, et The Bluegrass Ballclub.
Pendant les années 1940, les Bluegrass Boys sont extrêmement populaires et se déplacent sans cesse, parcourant près de 5 000 km par semaine dans le sud-est des États-Unis car ils se produisent chaque samedi à Nashville au Grand Ole Opry.
Du point de vue de Bill Monroe, l'idée de créer une équipe de baseball vient tout naturellement des conditions dans lesquelles ils effectuent leurs tournées.

« Les Bluegrass Boys jouaient dans un tas de villes partout dans le pays, et à cette époque, vous savez, chaque ville avait son club de baseball. On faisait souvent notre spectacle sur le terrain de baseball du coin, et ils avaient leur match qui commençait après le concert. En fait, j'ai toujours moi-même adoré le baseball, et beaucoup des gars qui m'accompagnaient à l'époque voulaient y jouer eux aussi, et c'est comme ça que nous nous sommes retrouvés avec un club de baseball »

— Bill Monroe
Les cinq membres des Bluegrass Boys ne suffisent pas à former une équipe complète, aussi Bill Monroe engage-t-il une douzaine de joueurs qui évoluent en Ligue mineure ou qui ont une expérience quasi-professionnelle. Les joueurs des Bluegrass All-Stars voyagent avec les Bluegrass Boys, les aident à installer et à ranger le matériel et jouent avec eux au baseball.
Pendant les cinq à six ans d'existence des Bluegrass All-Stars, de nombreux musiciens de l'orchestre se joignent aux matches : Clyde Moody (en), David "Stringbean" Akeman (en), Charlie Cline (en), Chubby Wise (en), Cedric Rainwater, Don Reno, Jackie Phelps, G.W. Wilkerson et Bill Monroe lui-même. Clyde Moody (en) avait joué comme lanceur pendant deux ans dans l'équipe de Ligue mineure d'Asheville en Caroline du Nord. Jackie Phelps, selon Bill Monroe, est un arrêt-court de première qualité et un artiste de la frappe. Le meilleur est, de l'avis de plusieurs observateurs, David Akeman, qui peut occuper tous les postes de jeu. Bill Monroe joue en tant que joueur de premier but ou dans le champ intérieur.
En fournissant un concert de 45 minutes environ suivi d'un match, les Bluegrass Boys proposent ainsi un forfait divertissement « tout compris » qui doit être éreintant pour les joueurs qui, après le match, reprennent la route vers la ville suivante. Bill Monroe doit arrêter la formule au début des années 1950, un peu à cause de l'extension de la demande de concerts, et de la disparition de nombreuses équipes locales consécutivement à l'apparition de la télévision dans les ménages et de la retransmission des matches.

### Mort
Monroe subit un accident vasculaire cérébral en avril 1996, ce qui met un terme à sa tournée et sa carrière. Il meurt le 9 septembre 1996, quatre jours avant son 85e anniversaire.

## Discographie sélective
Bill Monroe est un auteur particulièrement prolifique. La liste de chansons établie par BMI, en son nom ou sous l'un de ses pseudonymes (Joe Ahr, Wilbur Jones, Albert Price, James B. Smith et James W. Smith) s'élève à 263 titres ; et même si certains de ces titres relèvent davantage de reprises ou d'adaptations, on peut estimer le nombre de ses compositions véritables entre 225 et 250.
- The essential Bill Monroe and his Blue Grass Boys (1945-1949)(Columbia C2K-52478)
- Bill Monroe. Blue Moon Of Kentucky. Bluegrass 1936-1949 (Bear Family BCD 16399 FL)
- Bill Monroe. Bluegrass 1950-1958 (Bear family BCD 15423)
- Bill Monroe. Bluegrass 1959-1969 (Bear family BCD 11529-4)
- Bill Monroe. Bluegrass 1970-1979 (Bear family BCD 15606)
- Bill Monroe. My Last Days On Earth. Bluegrass 1981-1994 (Bear Family BCD 16637 DK)
- Bill Monroe. In Germany - Far Across The Blue Water (Bear Family BCD 16624 EK)

## Prix et distinctions
- En 1939, Bill Monroe and The Bluegrass Boys sont incorporés à la troupe du Grand Ole Opry.
- En 1971, Bill Monroe est inscrit au Temple de la renommée des auteurs-compositeurs de Nashville (en).
- En 1989, Bill Monroe fête le cinquantième anniversaire de sa présence dans la troupe du Grand Ole Opry.

## Pour approfondir

### Notices dans des encyclopédies et manuels de références
- (en-US) Phil Hood, Artists of American Folk Music : The Legends of Traditional Folk, the Stars of the Sixties, the Virtuosi of New Acoustic Music, New York, Quill / William Morrow (réimpr. 1988) (1re éd. 1986), 159 p. (ISBN 9780688059163, lire en ligne), p. 21-28,
- (en-US) Alanna Nash, Behind Closed Doors : Talking with the Legends of Country Music, New York, Cooper Square Press (réimpr. 2002) (1re éd. 1988), 555 p. (ISBN 9780815412588, lire en ligne), p. 327-354,
- (en-US) Irwin Stambler & Grelun Landon, Country Music : The Encyclopedia, New York, St. Martin's Press (réimpr. 2000) (1re éd. 1997), 555 p. (ISBN 9780312151218, lire en ligne), p. 311-313,
- (en-GB) Colin Larkin (dir.), The Encyclopedia of Popular Music, vol. 5 : Louvin, Charlie-Paul, Clarence, Londres ; New York, Grove's Dictionaries (réimpr. 2006) (1re éd. 1998), 4160 p. (ISBN 9781561592371, lire en ligne), p. 3743-3746,
- (en-US) Nicholas Dawidoff, In the Country of Country : A Journey to the Roots of American Music, New York, Vintage Books, 1998, 388 p. (ISBN 9780375700828, lire en ligne),
- (en-US) Charles K. Wolfe, Classic Country : Legends of Country Music, New York, Routledge (réimpr. 2001, 2002) (1re éd. 2000), 325 p. (ISBN 9780415928267, lire en ligne), p. 44-49,
- (en-US) Stephanie P. Ledgin, From Every Stage : Images of America's Roots Music, Jackson, Mississippi, University Press of Mississippi, 13 juin 2005, 149 p. (ISBN 9781578067404, lire en ligne), p. 4-8,
- (en-US) Holly George-Warren (ill. Laura Levine), Honky-Tonk Heroes and Hillbilly Angels : The Pioneers of Country and Western Music, Boston, Massachusetts, HMH Books for Young Readers, 2006, 32 p. (ISBN 9780618191000, lire en ligne), p. 14-15,
- (en-US) Bob Allen (dir.), The Billboard Illustrated Encyclopedia of Country Music, New York, Billboard Books, 29 mai 2007, 323 p. (ISBN 9780823077816, lire en ligne), p. 82-83,
- (en-US) Charles Hiroshi Garrett (dir.), The Grove Dictionary of American Music, vol. 5 : Louvin, Charlie-Paul, Clarence, Publisher New York, Oxford University Press, USA, 2013, 701 p. (ISBN 9780195314281, lire en ligne), p. 547-548,

### Essais et biographies
- (en-US) Jim Rooney, Bossmen : Bill Monroe & Muddy Waters, New York, Da Capo Press, 31 décembre 1991, 165 p. (ISBN 9780306762598, lire en ligne),
- (en-US) Tom Ewing (dir.), The Bill Monroe Reader, Urbana, Illinois, University of Illinois Press, 26 septembre 2000, 344 p. (ISBN 9780252025006, lire en ligne),
- (en-US) Richard D. Smith, Can't You Hear Me Callin' : The Life of Bill Monroe, Father of Bluegrass, Cambridge, Massachusetts, Da Capo Press, 1er octobre 2001, 408 p. (ISBN 9780306810541, lire en ligne),
- (en-US) Thomas A. Adler, Bean Blossom : The Brown County Jamboree and Bill Monroe's Bluegrass Festivals, Urbana, Illinois, University of Illinois Press, 2011, 292 p. (ISBN 9780252078101, lire en ligne),

### Articles
- (en-US) Robert Cantwell, « Bill Monroe at Capitol Center », The Kenyon Review, New Series, vol. 4, no 3,‎ été 1982, p. 78-90 (13 pages) (lire en ligne ),
- (en-US) Ron R. Roach, « "The Story of Bluegrass:" Carlton Haney,Bill Monroe, and Redemption Dramain the First Bluegrass Festivals », Journal of Appalachian Studies, vol. 20, no 1,‎ printemps 2014, p. 7-23 (17 pages) (lire en ligne ),